# (5672) Libby
(5672) Libby (1986 EE2) – planetoida z pasa głównego asteroid okrążająca Słońce w ciągu 3,74 lat w średniej odległości 2,41 j.a. Odkryta 6 marca 1986 roku.